# Guatuso (tổng)
Guatuso là một tổng trong tỉnh Alajuela, Costa Rica. Tổng này có diện tích 758,32 km², dân số năm 2008 là 15068 người..